# حسان يهأمن
حسان يهأمن بن أبي كرب أسعد بن حسان ملكي كرب الحميري (نحو 370م - 450م): ثاني ملوك عصر ملوك سبأ وذي ريدان وحضرموت ويمنت وأعرابهم في الطود وتهامة. اتصل حسان بالحكم منذ أيام والده أبي كرب أسعد سنة 400م وفقاُ لتقدير كريستيان روبن،وكان في أول أمره مشاركاً لأبيه وعمه ذرأ أمر أيمن في اللقب القصير (ملوك سبأ وذي ريدان وحضرموت ويمنت)، وكان مسانداً لهما في الحكم وإدارة الدولة.
وبعد وفاة عمه ذرأ أمر أيمن نحو سنة 410م، ينفرد حسان في الحكم مع والده في اللقب الطويل (ملوك سبأ وذي ريدان وحضرموت ويمنت وأعرابهم في الطود وتهامة). واشترك حسان في ما كان بين أبيه وجيوش معد في نجد، من حروب (النقش: Maʾsal 1).وفي سنة 543 حـ بالتقويم الحميري الموافق سنة 433م، ذكر اسم حسان ضمن خمسة ملوك (أبي كرب أسعد، وحسان، ومعدي كرب، ومرثد، وشرحبيل يعفر).هناك نقش آخر لحسان وأبيه وأخوته، غير مؤكد التاريخ، وهو مؤرخ بسنة 435م أو 445م وفقاً لرأي كريستيان روبن (BynM 17).
يفترض بعض العلماء أن بعد وفاة أبو كرب أسعد، حكم ابنيه حسان يهأمن وشرحبيل يعفر حكمًا مشتركاً فيما بين عام 440م و 450م.وقد نجح شرحبيل يعفر في الإنفراد بالحكم حوالي العام 450 ميلادي.وحتى الآن ليس لدينا من الفترة بين عام 434م و452م، أي نقش مؤرخ لملك بشكل واضح، هناك نصوص، ولكن يعتريها التلف والكسر، مما يصعب أخذها بجدّيّة أو قطعية، وتبقى هذه الفترة من حكم أبو كرب أسعد وبنوه غامضة، حتى تؤكد من نقوش أخرى جديدة.
تصف المصادر العربية حساناً بالشجاعة والهمة وجودة الرأي، وهو عندهم أحد التبابعة الطوافة في البلاد، وممّن وَطَّن نجد، وفيه رأس الإخباريين أبي عمرو الشيباني وأبي عبيدة وابن الكلبي قالوا: «كان حسّان بن تبّع أحول أعسر، بعيد الهمّة، شديد البطش»، وزعم هؤلاء الثلاثة أنه قتل على أيد أخيه في مؤامرة عليه مع بعض القادة من حمير، وذكره محمد بن حبيب البغدادي ضمن أسماء المغتالين من الأشراف. وفي مزاعم عبيد بن شرية والمفضل الضبي أن حسان هو الذي قضى على شوكة قبائل جديس باليمامة، بعد طغيانهم على طسم، التي لجأت لحسان، فغزا جديسا ثم العماليق، وقاتلهما، ثم خرب بلادهم، ويروى عن الأعشى قوله:« فَصَبَّحَهُم حسّان يُزجي السّمر والسّلعا، فاستنزلوا أهل جوّ من منازلهم، وهدّموا شاخص البنيان فاتضعا».

## نسبه
- حسان بن أبي كرب أسعد بن ملكي كرب بن قيس (ثأران) بن زيد (ذمار علي) بن عمرو ذو الأذعار بن العبد ذو الأشرار بن أبرهة ذو المنار بن الحارث الرائش بن قيس بن صيفي بن سبأ الأصغر بن كعب بن زيد بن سهل بن عمرو بن قيس بن معاوية بن جشم بن عبد شمس بن وائل بن الغوث بن حيدان بن قطن بن عريب بن زهير بن الغوث بن أيمن بن الهميسع بن حمير بن سبأ بن يشجب بن يعرب بن قحطان، هكذا نسبه محمد بن حبيب البغدادي وابن عبد ربه وابن ماكولا وطائفة.[15][16][17]

### هوامش
1. ↑  النص الموسم بـ (BynM 17)، يتغير تاريخه اعتمادًا على استعادة السطر الأخير من النص: "إذا احتفظنا بالرقم 5[.]5، فيمكن أن يكون التاريخ 545 أو 555 حميري المقابل 435م أو 445م، وفق رأي كريستيان روبن. ولا يستبعد أيضاً أن يكون التاريخ 535 حميري/425م. مع إستبعاد أن يكون النص بتاريخ 565 حميري حيث أن في ذلك الوقت، كان الملك شرحبيل يعفر حاكماً منفرداً. ويستبعد قطعاً أيضاً 525 حميري/415م، حيث من المؤكد أن اللقب الطويل بإضافة الطود وتهامة لم يضاف إلا بعد سنة 420م. وتجدر الإشارة إلى أن النص (BynM 17)، يذكر أبو كرب أسعد و[حـ]سان يهأمن ومـ[عد كرب ينعم]، وقد يكون بعد معد كرب اسم ملك واحد قد سقط من النص بسبب الكسر والتلف الكبير للنقش. ولا يمكن تأكيد أي فرضية في استعادة التاريخ، حتى تؤكد من نقوش أخرى جديدة، تعضد ذلك. وحتى الآن ليس لدينا من الفترة بين عام 434م و452م، أي نقش مؤرخ لملك بشكل واضح، هناك نصوص، ولكن يعتريها التلف والكسر، مما يصعب أخذها بجدّيّة أو قطعية. "نسخة مؤرشفة". مؤرشف من الأصل في 2023-07-10. اطلع عليه بتاريخ 2023-07-10. {{استشهاد ويب}}: الوسيط |تاريخ أرشيف= و|تاريخ-الأرشيف= تكرر أكثر من مرة (مساعدة) والوسيط |مسار أرشيف= و|مسار-الأرشيف= تكرر أكثر من مرة (مساعدة)صيانة الاستشهاد: BOT: original URL status unknown (link)
2. ↑  لدينا النص RES 4105، وقد سقط منه اسم الملك الأول
 [... [و-أخـ]هو (wh-[ḫʾ-w]) شرحبيل يعفر]، كما سقط اللقب الملكي ولم بتبقى منه سوى طود وتهامة. ويفترض العلماء أن الاسم السقاط من النص هو حسان يهأمن الذي كان مقدماً في اللقب الملكي حتى نهاية حكم والده أبو كرب أسعد. نسخة محفوظة 2023-07-10 على موقع واي باك مشين.
3. ↑  آخر النصوص التي تذكر لقب "الملوك سادة ريدان" أو "الأملوك"، كان في سنة 560 حميري الموافق 450م (النقش المؤرخ: Ry 340)، مما يعني إنتهاء فترة الحكم المشترك الذي كان في فترة أبو كرب أسعد وبنوه. من بعد هذا التاريخ يظهر شرحبيل يعفر منفرداً بالعرش ولمدة 15 عاماً، لا يشاركه في الحكم أحد. وهو أمر غريب، تفرد به عن بقية حكام سلالة ذمار علي يهبر الثاني، وربما يشير ذلك إلى انقلاب شرحبيل يعفر على إخوته، ومما يدعم تلك الفرضية أن شرحبيل يعفر لم يتخذ شريكاً له في الحكم طيلة فترة حكمه. نسخة محفوظة 2023-12-31 على موقع واي باك مشين.